# Toni Datković
Toni Datković (Zagabria, 6 novembre 1993) è un calciatore croato, difensore del Lion City Sailors.

## Carriera

### Club
L'11 luglio 2017 viene acquistato a titolo definitivo dalla squadra croata della Lokomotiva Zagabria.
Il 3 settembre 2019 viene ceduto in prestito all'Huesca.
Il 18 agosto 2020 viene acquistato a titolo definitivo per 640.000 euro dalla squadra greca dell'Arīs Salonicco.
Il 10 gennaio 2021 viene ceduto in prestito all'FC Cartagena.
Il 2 giugno 2021 viene ceduto, questa volta a titolo definitivo, al Real Salt Lake.
Il 19 gennaio 2022 , questa volta a titolo definitivo tramite un contratto di due anni e mezzo.
Tuttavia il 1º settembre 2023 rescinde il suo contratto con il club bianconero; contestualmente si accasa all'Albacete. Anche in questo caso la sua avventura si conclude tramite rescissione contrattuale.

### Nazionale
Dopo aver giocato con la nazionale croata Under-19, nel 2017 ha giocato una partita in nazionale maggiore.

## Statistiche

### Presenze e reti nei club
Statistiche aggiornate al 27 settembre 2020.
| Stagione                   | Squadra                    | Campionato                 | Campionato | Campionato | Coppe nazionali | Coppe nazionali | Coppe nazionali | Coppe continentali | Coppe continentali | Coppe continentali | Altre coppe | Altre coppe | Altre coppe | Totale | Totale |
| Stagione                   | Squadra                    | Comp                       | Pres       | Reti       | Comp            | Pres            | Reti            | Comp               | Pres               | Reti               | Comp        | Pres        | Reti        | Pres   | Reti   |
| -------------------------- | -------------------------- | -------------------------- | ---------- | ---------- | --------------- | --------------- | --------------- | ------------------ | ------------------ | ------------------ | ----------- | ----------- | ----------- | ------ | ------ |
| 2012-2013                  | Pomorac                    | 2. HNL                     | 25         | 1          | CC              | 0               | 0               | -                  | -                  | -                  | -           | -           | -           | 25     | 1      |
| 2013-2014                  | Pomorac                    | 2. HNL                     | 20         | 1          | CC              | 0               | 0               | -                  | -                  | -                  | -           | -           | -           | 20     | 1      |
| Totale Pomorac             | Totale Pomorac             | Totale Pomorac             | 45         | 2          |                 | 0               | 0               |                    | -                  | -                  |             | -           | -           | 45     | 2      |
| 2014-2015                  | Zavrč                      | 1. SNL                     | 31         | 3          | CS              | 4               | 2               | -                  | -                  | -                  | -           | -           | -           | 35     | 5      |
| 2015-gen. 2016             | Zavrč                      | 1. SNL                     | 21         | 0          | CS              | 4               | 0               | -                  | -                  | -                  | -           | -           | -           | 25     | 0      |
| Totale Zavrč               | Totale Zavrč               | Totale Zavrč               | 52         | 3          |                 | 8               | 2               |                    | -                  | -                  |             | -           | -           | 60     | 5      |
| gen.-giu. 2016             | Koper                      | 1. SNL                     | 14         | 3          | CS              | 0               | 0               | -                  | -                  | -                  | -           | -           | -           | 14     | 3      |
| 2016-2017                  | Koper                      | 1. SNL                     | 30         | 2          | CS              | 2               | 1               | -                  | -                  | -                  | -           | -           | -           | 32     | 3      |
| Totale Koper               | Totale Koper               | Totale Koper               | 44         | 5          |                 | 2               | 1               |                    | -                  | -                  |             | -           | -           | 46     | 6      |
| 2017-2018                  | Lokomotiva Zagabria        | 1. HNL                     | 17         | 0          | CC              | 0               | 0               | -                  | -                  | -                  | -           | -           | -           | 17     | 0      |
| 2018-2019                  | Lokomotiva Zagabria        | 1. HNL                     | 25         | 2          | CC              | 3               | 2               | -                  | -                  | -                  | -           | -           | -           | 28     | 4      |
| lug.-set. 2019             | Lokomotiva Zagabria        | 1. HNL                     | 7          | 1          | CC              | 0               | 0               | -                  | -                  | -                  | -           | -           | -           | 7      | 1      |
| Totale Lokomotiva Zagabria | Totale Lokomotiva Zagabria | Totale Lokomotiva Zagabria | 49         | 3          |                 | 3               | 2               |                    | -                  | -                  |             | -           | -           | 52     | 5      |
| set. 2019-2020             | Huesca                     | SD                         | 17         | 0          | CR              | 2               | 0               | -                  | -                  | -                  | -           | -           | -           | 19     | 0      |
| 2020-2021                  | Arīs Salonicco             | SL                         | 3          | 0          | CG              | 0               | 0               | UEL                | 1                  | 0                  | -           | -           | -           | 4      | 0      |
| Totale carriera            | Totale carriera            | Totale carriera            | 210        | 13         |                 | 15              | 5               |                    | 1                  | 0                  |             | -           | -           | 226    | 18     |

### Cronologia presenze e reti in nazionale
| Cronologia completa delle presenze e delle reti in nazionale ― Croazia | Cronologia completa delle presenze e delle reti in nazionale ― Croazia | Cronologia completa delle presenze e delle reti in nazionale ― Croazia | Cronologia completa delle presenze e delle reti in nazionale ― Croazia | Cronologia completa delle presenze e delle reti in nazionale ― Croazia | Cronologia completa delle presenze e delle reti in nazionale ― Croazia | Cronologia completa delle presenze e delle reti in nazionale ― Croazia | Cronologia completa delle presenze e delle reti in nazionale ― Croazia |
| Data                                                                   | Città                                                                  | In casa                                                                | Risultato                                                              | Ospiti                                                                 | Competizione                                                           | Reti                                                                   | Note                                                                   |
| ---------------------------------------------------------------------- | ---------------------------------------------------------------------- | ---------------------------------------------------------------------- | ---------------------------------------------------------------------- | ---------------------------------------------------------------------- | ---------------------------------------------------------------------- | ---------------------------------------------------------------------- | ---------------------------------------------------------------------- |
| 14-1-2017                                                              | Nanning                                                                | Cina                                                                   | 1 – 1 dts (4 – 3 dtr)                                                  | Croazia                                                                | Amichevole                                                             | -                                                                      |                                                                        |
| Totale                                                                 |                                                                        | Presenze                                                               | 1                                                                      |                                                                        | Reti                                                                   | 0                                                                      |                                                                        |

## Palmarès

### Club

#### Competizioni nazionali
- Segunda División: 1

Huesca: 2019-2020